# Antanas Sniečkus
Antanas Sniečkus (Būbleiai, 7 gennaio 1903 – Druskininkai, 22 gennaio 1974) è stato un politico sovietico primo segretario del Partito Comunista della Lituania dal 15 agosto 1940 al 22 gennaio 1974.

## Biografia
Antanas Sniečkus nacque nel 1903 nel villaggio di Būbleliai, nei pressi di Šakiai. Nel corso della prima guerra mondiale la sua famiglia fuggì in Russia dove convisse con la rivoluzione russa del 1917; nel 1919 la sua famiglia tornò in Lituania e l'anno successivo Sniečkus, affascinato dal socialismo, figurava già come membro del partito bolscevico. Nello stesso anno venne arrestato per attività sovversive, ma fu in seguito rilasciato su cauzione, fuggendo di lì a poco a Mosca e divenendo un agente del Comintern. Nella capitale russa si guadagnò la fiducia di Zigmas Angarietis e Vincas Mickevičius-Kapsukas, importante protagonista nel 1918 e 1919, e riuscì ad assumere un ruolo nel Comitato Centrale del Partito Comunista della Lituania (PCL). Nel 1926, il Comintern inviò Sniečkus in Lituania per rimpiazzare Karolis Požėla, di recente condannato alla pena capitale, come guida del PCL: il movimento politico era stato bandito nel Paese baltico.
Dal 1926 al 1930, fu coinvolto in una serie di operazioni antigovernative che lo portarono a un nuovo arresto e imprigionamento nella prigione di Kaunas nel 1930. Nel 1933, Sniečkus fu rilasciato in cambio di alcuni prigionieri politici lituani detenuti nell'URSS. A quel punto scelse una seconda volta di trasferirsi in Russia e vi rimase fino al 1936, mentre Antanas Smetona instaurava un regime autoritario. Nel 1939, a tre anni di distanza dal suo ritorno in Lituania, andò incontro alla reclusione una terza volta e fu condannato a otto anni di pena detentiva. Dopo l'ultimatum sovietico del 1940 alla Lituania e la successiva occupazione militare, Sniečkus uscì di prigione il 18 giugno 1940 e fu nominato direttore del dipartimento della sicurezza nazionale: la Lituania cessava a quel punto di essere de facto uno Stato sovrano. Il commissario agli affari esteri sovietico Vladimir Dekanozov, giunto nella nazione pochi giorni prima, il 15 giugno, iniziò a organizzare l'incorporazione della Lituania nell'Unione Sovietica. In qualità di segretario del partito, Sniečkus figurava come colui che emanava le disposizioni di Vladimir Dekanozov a nome del partito. Sniečkus contribuì a permettere l'installazione di un'istituzione amministrata da soli comunisti, il Seimas del Popolo, il 14 luglio. Fu in quella fase che si tennero delle elezioni per cui fu permesso concorrere ai soli membri del PCL: i risultati, palesemente truccati, consentirono la nomina di un nuovo organo governativo che rimpiazzò quelle precedentemente in auge nel periodo di indipendenza dal 1918 al 1940. Il 21 luglio il Seimas presentò una proposta a Mosca finalizzata a "assecondare il desiderio del popolo lituano di confluire nell'Unione Sovietica": il 3 agosto, il Soviet Supremo dell'URSS annesse la Lituania all'Unione Sovietica. Il processo di annessione, irregolare ai sensi della costituzione lituana, risultò a quel punto formalmente concluso e scaturì la formazione della Repubblica Socialista Sovietica Lituana. Dal 15 agosto, fino alla sua morte, Sniečkus preservò il ruolo di primo segretario del PCL.
Sniečkus autorizzò la deportazione di massa architettata dal Cremlino avvenuta nella metà del giugno 1941. A venire coattivamente allontanati furono altresì suo fratello e la moglie di quest'ultimo: giunti entrambi in Siberia, il primo vi morì nel medesimo anno.
Il 26 novembre 1942, quando la Lituania fu occupata dai tedeschi, vide la luce il movimento partigiano lituano (Lietuvos partizaninio judėjimo štabas, in acronimo LPJS): nato con il placet di Mosca e posto sotto il comando di Sniečkus, il quale si era ritirato a est assieme all'Armata Rossa nel 1941, il gruppo di combattimenti era finalizzato indirettamente a dimostrare come i lituani agissero per ripristinare il sistema sovietico sul proprio territorio. In realtà, nonostante vi fossero diversi simpatizzanti comunisti, alcuni dei quali vennero catturati e uccisi dai nazisti, il grosso dei partigiani era sovietico e non faceva capo al comando dell' LPJS, ma direttamente all'Armata Rossa. Si stima che in Lituania 5.000-10.000 uomini si siano impegnati in attività clandestine a sostegno dei sovietici durante la guerra.
Nel 1944, quando l'avanzata dell'Armata Rossa subì un'accelerata, la madre di Sniečkus fuggì dalla Lituania in Occidente e rinnegò suo figlio. Assieme alla donna, anche due fratelli e tre sorelle di Antanas Sniečkus riuscirono a scappare a ovest. Sniečkus lasciò Mosca nel 1944 con i funzionari comunisti che si erano ritirati durante l'invasione tedesca del 22 giugno 1941.
Sniečkus supervisionò una seconda volta le deportazioni di massa dei lituani avvenute dopo la guerra per reprimere il fenomeno dei Fratelli della foresta, combattimenti filo-indipendentisti che si opposero in tutti e tre i Paesi baltici alle autorità sovietiche. Nel 1948 Sniečkus diede il via alla collettivizzazione dell'agricoltura, un settore che vedeva profondamente coinvolta la popolazione lituana. La maggior parte dei contadini subì la riforma entro il 1952, senza che fossero mancati casi di ritorsioni, uccisioni e deportazioni. La produzione agricola, già in parte fragile per via dei difficili anni immediatamente successivi al conflitto globale terminato nel 1945, calò in maniera drastica, così come avvenne in altre repubbliche socialiste. Quando il primo segretario del PCUS Nikita Chruščëv annunciò un'amnistia generale, molti dei prigionieri politici e di coloro che erano stati deportati in regioni remote dell'URSS (perlopiù Siberia e Kazakistan) salutarono le prigioni e i gulag, ma Sniečkus non permise loro di tornare in Lituania se non in maniera graduale.
Durante gli ultimi decenni del governo di Sniečkus, si può riscontrare un orientamento più nazionalista. Il primo confronto con Mosca avvenne nel 1949-1950, quando il segretario baltico dovette difendere dalla persecuzione alcuni dei suoi vecchi collaboratori comunisti, con i quali aveva cooperato nel periodo in cui il PCL agiva in clandestinità. Grazie alla strenua opposizione di Sniečkus, la Lituania risultò l'unica repubblica dell'URSS in cui non solo non si verificarono arresti di massa dei comunisti attivi nel periodo interbellico. Il desiderio di allontanarsi dalle politiche imposte da Mosca evinceva dalla volontà di ottenere per la Lituania alcuni privilegi o comunque delle modifiche.
Anche sua moglie Mira Bordonaitė era una comunista convinta e trascorse molti anni in prigione per il suo orientamento politico. Sniečkus ebbe due figli, Vladas e Marytė.

## Lascito

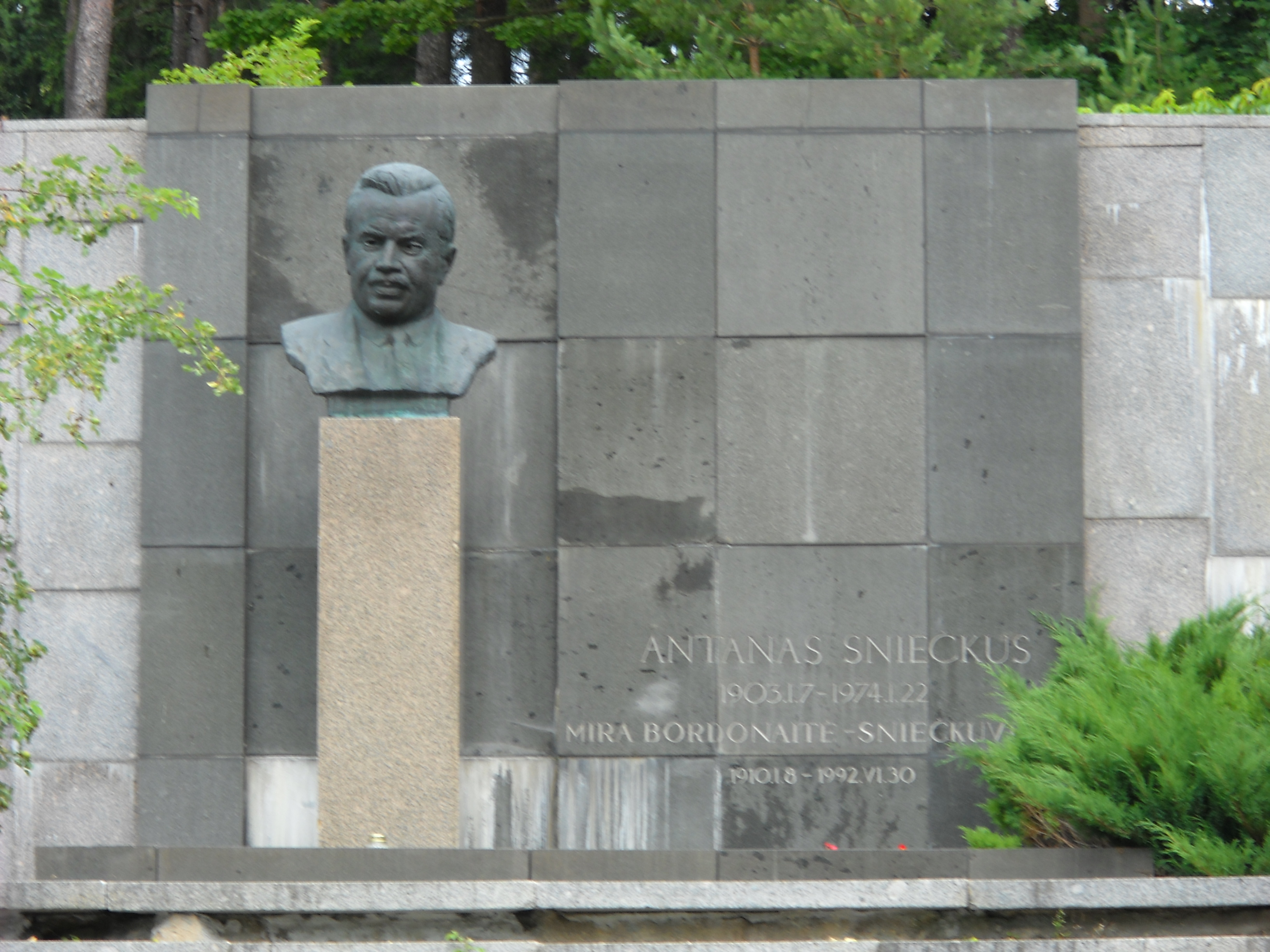
Luogo di sepoltura di Antanas Sniečkus

Nel 1975 venne creato un insediamento di nome Sniečkus finalizzato a ospitare i dipendenti della centrale nucleare di Ignalina sulle rive del lago Drūkšiai. Nel 1992 la città è stata ribattezzata come Visaginas e nel 1995 il centro abitato è confluito in un proprio comune. Ad oggi è il luogo più abitato da cittadini di etnia russa nella Lituania.
La figura di Sniečkus è stata analizzata a livello storiografico nei decenni successivi al fine di rivalutarla: i tentativi di mitizzarlo hanno riscosso più o meno successo per diversi decenni.